# Disracha
Disracha is een geslacht van vlinders van de familie tandvlinders (Notodontidae), uit de onderfamilie Notodontinae.

## Soorten
- D. persimilis (Hampson, 1910)
- D. synceros Kiriakoff, 1962